# Hundsgraben bei Elm
Hundsgraben bei Elm ist ein Naturschutzgebiet und FFH-Gebiet auf dem Gebiet der Stadt Schlüchtern im Main-Kinzig-Kreis in Hessen. Das Schutzgebiet liegt nördlich von Elm, einem Stadtteil von Schlüchtern.

## Bedeutung
Das 25,39 ha große Gebiet mit der Kennung 1435066 ist seit dem Jahr 1993 als Naturschutzgebiet ausgewiesen und seit 2000 als FFH-Gebiet.